# Zenaida meloda
Zenaida meloda (лат.) — вид птиц из семейства голубиных. Близок к Zenaida asiatica.
Полового диморфизма у взрослых особей не наблюдается, но молодые окрашены в более светлые тона и немного иначе.

## Распространение
Распространены вдоль океанского побережья от южной части Эквадора до севера Чили.
Обитают в субтропических и тропических лесах.
Крик: куу-куу-лиии.